# 平手政秀
平手政秀（1492年6月4日—1553年2月25日）是日本戰國時代的武將。仕於織田信秀、信長兩代，尾張國春日井郡志賀城城主。幼名狛千代丸。初名是清秀。別名五郎左衛門。官位是監物、中務丞。
追溯到平手氏的起源，與三河松平氏有共同的先祖，屬於清和源氏新田氏後裔的一支。

## 生平
在信秀時代已經是重臣，主要負責財政和外交，亦擅長和歌、茶道，受到在天文2年（1533年）到訪尾張國的山科言繼讚賞。在天文12年（1543年）5月代表信秀上洛，為朝廷付出4千貫修補御所的費用，負責與朝廷的交涉活動。
天文3年（1534年），在信長出生的同時成為其傅役，擔任次席家老。天文16年（1547年），在信長的初陣中擔當輔助角色。為了強化信秀一族在尾張織田氏中的競爭優勢及地位，在翌年（1548年）協助主家與美濃的齋藤道三結盟，使信長與道三之女濃姬締結婚姻。據說當時雙方各懷心機，道三賭上了自己的愛女，希望能藉由此樁婚姻實現奪取尾張一國的野心；而政秀則看準擁有道三這名岳父的撐腰，信長即能坐穩主家繼承人的位子，並藉此平息家中因信長荒誕行為而醞釀的反對聲音。
在三河的安城合戰中率領援軍救援織田信廣。
政秀對於被說成傻瓜、年輕的信長的荒誕行為始終感到憂心及憤慨，時常對信長勸諫，在信秀死去以及織田家中不穩的情況下，於天文22年（1553年）閏1月13日切腹自盡。享年62歲。戒名是政秀寺殿功菴宗忠大居士。

## 切腹的原因
政秀切腹的理由有以下多種說法：
- 為了勸諫信長的奇行，這是有名的美談。
- 因為信長的行為沒有改變，於是很自責。
- 拒絕獻上平手五郎右衛門的駿馬。
- 信長放棄在萬松寺的葬禮。
- 與其他重臣的權力鬥爭。與推舉信長之弟（信行）為家督繼承者的林秀貞、通具兄弟和信行的後見人柴田勝家對立。

## 死後
政秀死後，信長的行為仍然沒有改變，但是信長在政秀死後命澤彦宗恩在春日井郡小木村建立政秀寺來記念政秀。
政秀家中在『信長公記』中記載有3個兒子（五郎右衛門、監物、甚左衛門），但族譜中則只有兒子平手久秀、孫兒平手汎秀。至於『信長公記』中列出的3人是誰則有不同的見解。族譜中位置不明的平手長政（孫右衛門）應該是長男五郎右衛門，五郎右衛門是政秀之弟政利的兒子，後來被政秀收為養子。
女兒（雲仙院）成為信長之弟織田長益（有樂齋）的正室。

## 登場作品
影視劇
- THE LEGEND & BUTTERFLY（2023年、東映、演：尾美利德）
- 怎麼辦家康（2023年、NHK大河劇、演：牧野望（日语：マキノノゾミ））